# Mesostenus cuzcensis
Mesostenus cuzcensis är en stekelart som beskrevs av Porter 1973. Mesostenus cuzcensis ingår i släktet Mesostenus och familjen brokparasitsteklar. Inga underarter finns listade i Catalogue of Life.